# Burtonsville
Burtonsville és una concentració de població designada pel cens dels Estats Units a l'estat de Maryland. Segons el cens del 2000 tenia 7.305 habitants.

## Demografia
Segons el cens del 2000, Burtonsville tenia 7.305 habitants, 2.480 habitatges, i 1.919 famílies. La densitat de població era de 361,1 habitants per km².
Dels 2.480 habitatges en un 45,5% hi vivien nens de menys de 18 anys, en un 59,6% hi vivien parelles casades, en un 14,2% dones solteres, i en un 22,6% no eren unitats familiars. En el 16,4% dels habitatges hi vivien persones soles el 2,7% de les quals corresponia a persones de 65 anys o més que vivien soles. El nombre mitjà de persones vivint en cada habitatge era de 2,94 i el nombre mitjà de persones que vivien en cada família era de 3,34.
Per edats la població es repartia de la següent manera: un 30% tenia menys de 18 anys, un 6,4% entre 18 i 24, un 35,4% entre 25 i 44, un 22,1% de 45 a 60 i un 6,1% 65 anys o més.
L'edat mediana era de 35 anys. Per cada 100 dones de 18 o més anys hi havia 85,7 homes.
La renda mediana per habitatge era de 73.241 $ i la renda mediana per família de 76.862 $. Els homes tenien una renda mediana de 52.003 $ mentre que les dones 41.133 $. La renda per capita de la població era de 26.614 $. Entorn del 2,1% de les famílies i el 2,5% de la població estaven per davall del llindar de pobresa.

## Poblacions més properes
El següent diagrama mostra les poblacions més properes.